# Orange Carotinoid Protein
Das Orange Carotinoid Protein (OCP) ist ein wasserlösliches Protein, welches Cyanobakterien vor lichtinduziertem Stress schützt. Es bindet ein ketoliertes Carotinoid als Chromophor und existiert in zwei Zuständen: die inaktive orange Form (OCPO) und die aktivierte rote Form (OCPR). Durch intensive Sonneneinstrahlung wird das OCP durch Lichtabsorption aktiviert und ist nur in der roten Form in der Lage, an den Phycobilisomen der Cyanobakterien zu binden und die überschüssige Energie als Wärme abzugeben. Dieser Vorgang wird als Nicht-photochemisches Quenching (NPQ) bezeichnet. Das Protein wurde erstmalig 1981 von Holt & Krogmann beschrieben, wobei zwei Jahrzehnte unklar war, was dessen Funktion sein könnte. Erst im Jahr 2003 wurde die Struktur erstmalig beschrieben und 2006 die Funktion aufgeklärt.

## Struktur
Das OCP besteht aus zwei Domänen: der N-terminalen Domäne (NTD) und der C-terminalen Domäne (CTD), die über einen flexiblen Linker miteinander verbunden sind. Die NTD besteht aus zwei Bündeln mit je vier α-Helices und ist somit ausschließlich α-helikal. Die CTD ist eine Mischung aus α-Helices und β-Faltblättern und wird der nuclear transport factor 2 (NTF2)-Superfamilie zugeordnet. Ein „verlängerter Arm“, die sogenannte N-terminal Extension (NTE), liegt im geschlossenen Zustand an der CTD an. Das Carotinoid liegt in beiden Domänen und ist durch zwei Wasserstoffbrückenbindungen eines Tryptophans bzw. eines Tyrosins in der CTD nicht-kovalent gebunden. Für die Photoschaltbarkeit des Proteins ist es essenziell, dass ein ketoliertes Carotinoid wie Echinenon oder Canthaxanthin gebunden ist, da nur diese zu einer Photoschaltbarkeit des Proteins führen.
Bisher ist lediglich von der orange Form eine Kristallstruktur vorhanden, da das Protein in der roten Form nicht kristallisiert. Eine mögliche Struktur der roten Form wurde mittels Cryo-Elektronenmikroskopie veröffentlicht. Bemerkenswert bezüglich des OCPs ist dabei eine auffällige Dimerisierung, bei der zwei OCP Moleküle miteinander assoziieren.
Es ist zudem nicht unüblich, dass beide Domänen separat in den Genomen von Cyanobakterien codiert sein können. Diese werden im Falle der NTD als „HCP“ (Helical Carotenoid Protein) und im Falle der CTD als „CTDH“ (C-terminal Domain Homolog) bezeichnet und bilden eigenständige Klassen carotinoidbindender Proteine.

## Photoschaltbarkeit und Nicht-photochemisches Quenching (NPQ)

Absorptionsspektren von OCP in beiden Zuständen.

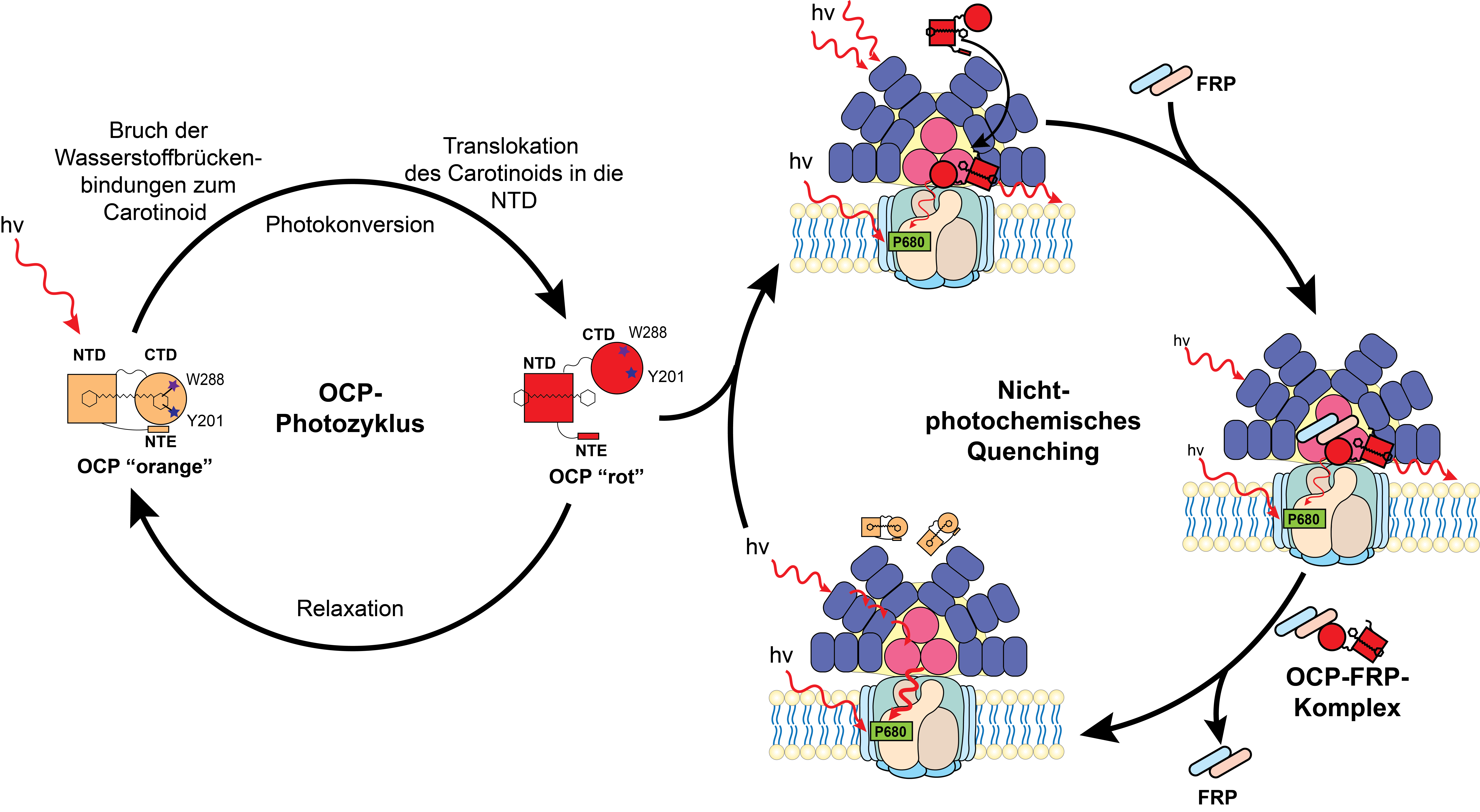
Nicht-photoschemisches Quenching der Phycobilisomen in Cynaobakterien durch OCP.

Im Falle starker Sonneneinstrahlung sind die Prozesse der Photosynthese in den Cyanobakterien überlastet. Es stauen sich Elektronen an den Proteinkomplexen des Photosyntheseapparats, die nicht mehr adäquat übertragen werden können. In diesem Fall wird das OCP durch die intensive Sonneneinstrahlung photogeschaltet. Dabei werden die Wasserstoffbrückenbindungen zwischen der CTD und dem Carotinoid gelöst, und das Protein ändert seine Konformation. Es verändert dabei seine Farbe von orange zu rot. Nur in dieser photoaktiven bzw. roten Form kann das OCP an den Kern der Phycobilisomen binden. Die überschüssige Energie der Phycobilisomen wird an das Carotinoid des OCPs übertragen, welches die Energie in Form von Wärme abgibt. Dieser Mechanismus der Photoprotektion wird als Nicht-photochemisches Quenching bezeichnet. Wenn die Lichteinstrahlung nachlässt, wird das OCP durch die Interaktion mit einem weiteren Protein, dem Fluorescence Recovery Protein (FRP), von den Phycobilisomen gelöst und in seine orangefarbene Form zurückgeführt. Dieser Prozess geschieht auch ohne Licht, allerdings deutlich langsamer. Die NTE liegt im geschlossenen Zustand an der CTD an und löst sich im geschalteten Zustand von der CTD ab. FRP bindet wahrscheinlich an der gleichen Position in der CTD, sodass die NTE im orangen Zustand verhindert, dass FRP am OCP binden kann.
Das OCP durchläuft beim Schalten mit Licht und bei der Relaxation mehrere Intermediate, die – Stand heute – nur sehr schwer beschreibbbar sind. Es gibt mittlerweile einige Modelle, die eine bestimmte Zahl an Zwischenzuständen enthalten.